# Widder-Frauenschuh
Der Widder-Frauenschuh (Cypripedium arietinum), auch Gehörnter Frauenschuh genannt, ist eine Pflanzenart aus der Gattung Cypripedium in der Familie der Orchideen (Orchidaceae).

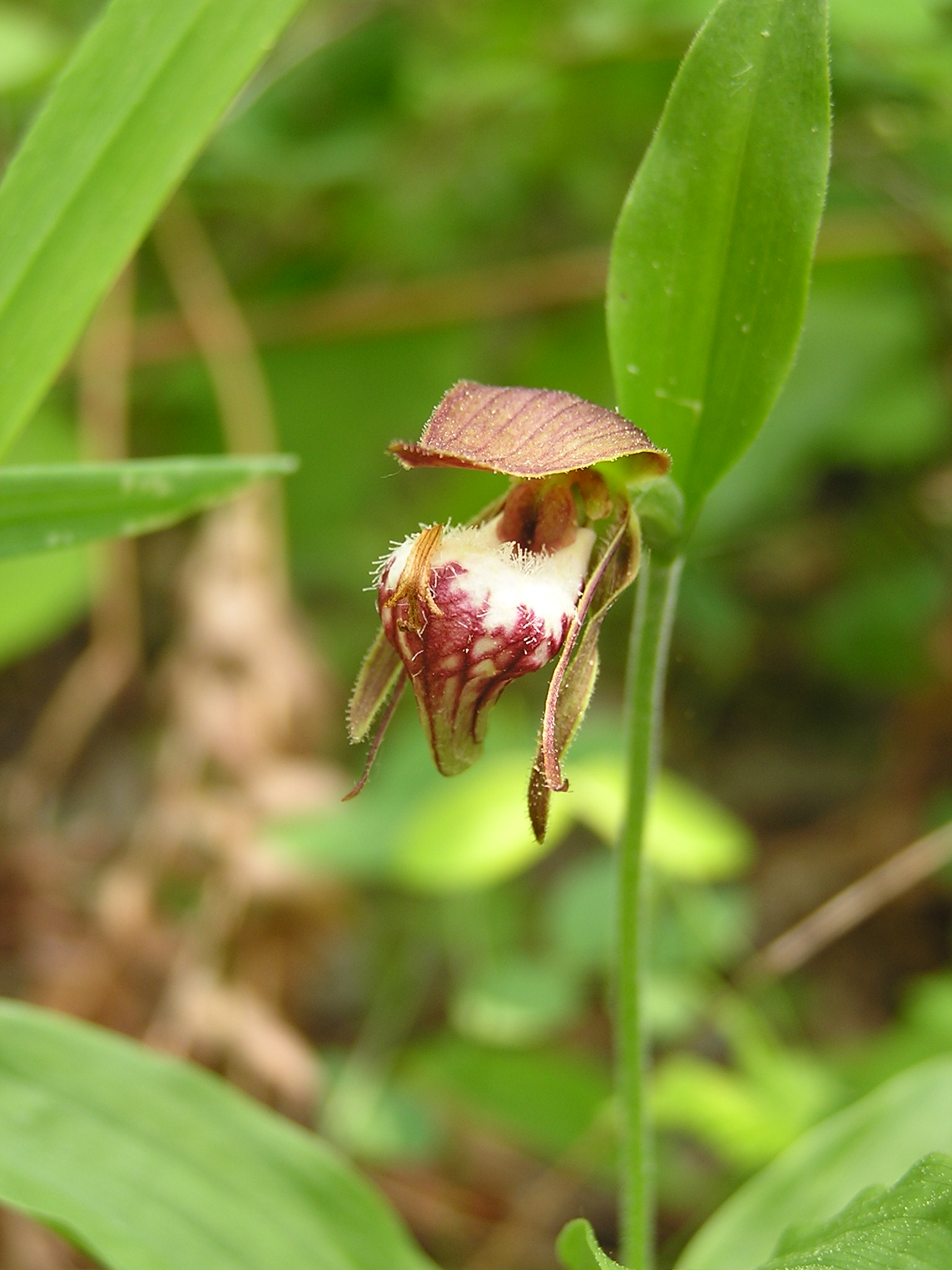
Widder-Frauenschuh (Cypripedium arietinum)

## Merkmale
Der Widder-Frauenschuh ist eine ausdauernde Pflanze mit einem Rhizom, die Wuchshöhen von 10 bis 35 Zentimeter erreicht. Die drei bis vier Blätter sitzen über der Stängelmitte an und messen 5 bis 10 × 1 bis 3 Zentimeter. Der Blütenstand ist einblütig. Die Hochblätter sind 2 bis 5 Zentimeter lang und länger als die Blüten. Die Perigonblätter sind schmal linealisch und auf grünlichem grund rotbraun gezeichnet. Die seitlichen äußeren Perigonblätter sind – anders als bei der Mehrzahl der Cypripedium-Arten – nicht miteinander verwachsen. Die seitlichen inneren Perigonblätter sind schmal lanzettlich geformt und etwas verdreht. Die Lippe ist schief konisch, hat eine Länge von 1,5 bis 2,5 Zentimeter und ist weiß bis rosa gefärbt, mit dunkelvioletter Netzaderung. Sie endet in einer nach unten weisenden Spitze. Das Staminodium ist rundlich.
Blütezeit ist von Mai bis Juni.
Die Chromosomenzahl beträgt 2n = 20.

## Vorkommen
Der Widder-Frauenschuh kommt im gemäßigten östlichen und mittleren Nordamerika in Torfmoos-Mooren, Lärchen- und Lebensbaumsümpfen, feuchten Nadelwäldern und bewaldeten Felshängen bis in Höhenlagen von 1000 Meter vor. Das Verbreitungsgebiet umfasst das zentrale und östliche Kanada und die nordöstlichen und nördlich-zentralen Vereinigten Staaten.

## Taxonomie
Der Widder-Frauenschuh wurde 1813 durch Robert Brown in Hortus Kewensis ed. 2, Band 5, Seite 222 als Cypripedium arietinum erstbeschrieben.

## Nutzung
Der Widder-Frauenschuh wird selten als Zierpflanze in Sumpfbeeten und Töpfen genutzt.